# Day (Familienname)
Day ist ein Familienname.

## Herkunft und Bedeutung
Day ist ein ursprünglich patronymisch gebildeter englischer Familienname, abgeleitet von einer Verkleinerungsform von David.

## Namensträger

### A
- Alan Day (1941–1990), kanadischer Mathematiker
- Albert Day (Politiker) (1797–1876), US-amerikanischer Politiker
- Albert Day (Fußballspieler, März 1918) (1918–1983), englischer Fußballspieler
- Albert Day (Fußballspieler, Mai 1918) (1918–1992), walisischer Fußballspieler
- Alex Day (* 1989), britischer Videoblogger und Musiker
- Alice Day (Schauspielerin) (1905–1995), US-amerikanische Schauspielerin
- Alon Day (* 1991), israelischer Rennfahrer
- Andra Day (eigentlich Cassandra Monique Batie, * 1984), US-amerikanische Sängerin und Songwriterin
- Anne Day-Helveg (1898–1975), österreichische Tänzerin, Tanzlehrerin und Romanschriftstellerin
- Arthur Louis Day (1869–1960), US-amerikanischer Geologe
- Aubrey Day, US-amerikanischer Pokerspieler

### B
- Benjamin Day (Offizier) (1752–1821), amerikanischer Offiziersmajor im Sezessionskrieg
- Benjamin Day (Herausgeber) (Benjamin Henry Day; 1810–1889), amerikanischer Herausgeber
- Benjamin Day (* 1978), australischer Radsportler, siehe Ben Day
- Benjamin Henry Day (Benjamin Henry Day Jr.; 1838–1919), amerikanischer Illustrator, Journalist und Herausgeber
- Bernard Day (1884–1934), britischer Polarforscher
- Bob Day (Leichtathlet) (1944–2012), US-amerikanischer Leichtathlet
- Bob Day (Politiker) (* 1952), australischer Politiker
- Bobby Day (1928–1990), US-amerikanischer Musiker

### C
- Caroline Bond Day (1889–1948), US-amerikanische Anthropologin und Schriftstellerin
- Catherine Day (* 1954), irische Politikerin
- Cecil Day-Lewis (1904–1972), britischer Schriftsteller und Dichter
- Charles Day (Ruderer) (1914–1962), US-amerikanischer Ruderer
- Charles Day (Schriftsteller), US-amerikanischer Schriftsteller
- Charles W. Day (1836–1906), US-amerikanischer Politiker
- Charles Wayne Day (1942–2008), US-amerikanischer Blues-Gitarrist
- Charlie Day (* 1976), US-amerikanischer Schauspieler, Drehbuchautor und Produzent
- Chris Day (* 1975), englischer Fußballspieler
- Christine Day (* 1986), jamaikanische Sprinterin
- Clarence Day (1874–1935), US-amerikanischer Autor
- Clarence Henry Day (1901–1990), kanadischer Eishockeyspieler, siehe Hap Day
- Corinne Day (1962–2010), britische Fotografin

### D
- Daniel Day-Lewis (* 1957), britisch-irischer Schauspieler
- Danny Day (* 1972), australischer Radsportler
- Darren Day (* 1968), britischer Sänger und Schauspieler
- Dave Day (1941–2008), US-amerikanischer Musiker, siehe The Monks
- David Day (* 1947), kanadischer Autor
- David Talbot Day (1859–1925), US-amerikanischer Chemiker und Geologe
- Dennis Day (1916–1988), irisch-US-amerikanischer Sänger
- Derek Day (1927–2015), britischer Diplomat und Hockeyspieler
- Dillon Day (* 1970), US-amerikanischer Pornodarsteller
- Donald Day (1895–1966), US-amerikanischer Journalist und Autor
- Doris Day (1922–2019), US-amerikanische Schauspielerin und Sängerin
- Dorothy Day (1897–1980), US-amerikanische Sozialaktivistin
- Dwayne Day (* 19**), US-amerikanischer Journalist

### E
- Edmund Ezra Day (1883–1951), US-amerikanischer Ökonom
- Edward Day (* 1949), kanadischer Skilangläufer
- Emily Day (* 1987), US-amerikanische Volleyball- und Beachvolleyballspielerin
- Eric Day (1921–2012), britischer Fußballspieler
- Ernest Day (1927–2006), britischer Kameramann

### F
- Felicia Day (* 1979), US-amerikanische Schauspielerin
- Francis Day (1829–1889), britischer Ichthyologe
- Francis Day (Kolonialadministrator), Gründer von Madras
- Frank Day (Künstler) (1902–1976), US-amerikanischer Künstler aus dem Volk der Konkow
- Frank A. Day (1855–1928), US-amerikanischer Politiker
- Fred Holland Day (1864–1933), amerikanischer Fotograf und Verleger

### G
- Gordon Day (* 1936), südafrikanischer Sprinter
- Greg Day (* 1977), kanadischer Eishockeyspieler

### H
- Hans Day (1843–nach 1898), Schweizer Architekt und Ingenieur
- Hap Day (Clarence Henry Day; 1901–1990), kanadischer Eishockeyspieler
- Harry S. Day (1871–1956), US-amerikanischer Politiker (Republikanische Partei)
- Howie Day (* 1981), US-amerikanischer Sänger und Songschreiber

### I
- Ingeborg Day (1940–2011), US-amerikanische Schriftstellerin

### J
- J. Edward Day (James Edward Day; 1914–1996), US-amerikanischer Rechtsanwalt, Geschäftsmann und Politiker
- James Day (Reiter) (* 1946), kanadischer Reiter
- James L. Day (1925–1998), US-amerikanischer Soldat
- Jamie Day (Fußballspieler, 1979) (James Russell Day, * 1979), englischer Fußballspieler und -trainer
- Jamie Day (Fußballspieler, 1986) (Jamie Robert Day, * 1986), englischer Fußballspieler
- Jamie Day (Rennfahrer), emiratischer Automobilrennfahrer
- Jason Day (Ruderer) (* 1970), australischer Ruderer
- Jason Day (Golfspieler) (* 1987), australischer Golfspieler
- Jenny Day (* 1985), englische Badmintonspielerin
- John Day (Erfinder) († 1774), englischer Wagner und Erfinder
- John Day (Orchidologe) (1824–1888), britischer Orchideenliebhaber
- John Day (Offizier) (1947–2024), britischer Offizier der Royal Air Force
- Jon Day (* 1984), britischer Schriftsteller
- Joseph A. Day (1945–2024), kanadischer Politiker
- Josette Day (1914–1978), französische Schauspielerin

### K
- Kayla Day (* 1999), US-amerikanische Tennisspielerin

### L
- Laraine Day (1920–2007), US-amerikanische Schauspielerin
- Lewis Foreman Day (1845–1910), britischer Kunstgewerbler, Industriedesigner, Schriftsteller und Kritiker
- Lucienne Day (1917–2010), britische Textildesignerin

### M
- Marceline Day (1908–2000), US-amerikanische Filmschauspielerin
- Mark Day (* 1978), britischer Filmeditor
- Martyn Day (* 1971), schottischer Politiker
- Mary Louise Day (1968–2017), US-amerikanische Frau
- Maryam Myika Day (* 1975), US-amerikanische Schauspielerin, Filmproduzentin und Drehbuchautorin
- Matthias Day (1821–1904), US-amerikanischer Erfinder, Zeitungsverleger und Stadtgründer
- Mervyn Day (* 1955), englischer Fußballspieler
- Michael Day (Cricketspieler) (* 1974), australischer Cricketspieler
- Michael Herbert Day (1927–2018), britischer Anatom und Paläontologe
- Mike Day (* 1984),  US-amerikanischer Radrennfahrer
- Morris Day (* 1957), US-amerikanischer Musiker und Komponist
- Muriel Day (* 1942), irische Schlagersängerin
- Murray Day (1931–2022), neuseeländischer Sportfunktionär

### P
- Pat Day (* 1953), US-amerikanischer Jockey
- Patrick Day (1992–2019), US-amerikanischer Boxer
- Paul Day (Musiker) (* 1956), britischer Sänger, Mitglied von Iron Maiden
- Paul Day (Tischtennisspieler) (* 1958), englischer Tischtennisspieler
- Paul Day (Bildhauer) (* 1967), britischer Bildhauer
- Paul William Day, australischer Schauspieler, Regisseur, Produzent und Musiker
- Peter Day (Chemiker) (1938–2020), britischer Chemiker
- Peter Day (Journalist), BBC-Journalist
- Peter Morton Day (1914–1984), US-amerikanischer Journalist und ökumenischer Beauftragter der Episkopalkirche der Vereinigten Staaten
- Pete Day (* 1970), britischer Toningenieur, Plattenproduzent und Songwriter

### R
- Ralph Day (1889–1976), kanadischer Politiker, Bürgermeister von Toronto
- Rhys Day (* 1982), walisischer Fußballspieler
- Richard Day (Szenenbildner) (1896–1972), kanadischer Szenenbildner
- Richard Day (Drehbuchautor), US-amerikanischer Drehbuchautor und Produzent
- Richard H. Day (* 1933), US-amerikanischer Wirtschaftswissenschaftler
- Riley Day (* 2000), australische Sprinterin
- Robert Day (1922–2017),  britischer Filmregisseur und Drehbuchautor
- Robert Day (Unternehmer) (1943–2023), US-amerikanischer Unternehmer, Investor und Philanthrop
- Robin Day (1915–2010), britischer Designer
- Ronnie Day (* 1988), US-amerikanischer Sänger und Songschreiber
- Rosie Day (* 1995), britische Schauspielerin und Synchronsprecherin
- Rowland Day (1779–1853), US-amerikanischer Politiker
- Rusty Day (1945–1982), US-amerikanischer Rocksänger
- Ryan Day (* 1980), walisischer Snookerspieler

### S
- Samuel Day (Sportler) (1878–1950), englischer Cricket- und Fußballnationalspieler
- Samuel T. Day (um 1828–1877), US-amerikanischer Politiker
- Sebastian Joseph-Day (* 1995), US-amerikanischer American-Football-Spieler
- Stephen A. Day (1882–1950), US-amerikanischer Politiker
- Stockwell Day (* 1950), kanadischer Politiker

### T
- Terry Day (* 1940), britischer Musiker
- Thomas Day (Schriftsteller, 1748) (1748–1789), englischer Schriftsteller und Essayist
- Thomas Day (Schriftsteller, 1971) (* 1971), französischer Science-Fiction- und Fantasy-Autor
- Timothy C. Day (1819–1869), US-amerikanischer Politiker

### V
- Victoria Day (Leichtathletin) (* 1972), englische Sprinterin

### W
- Wallis Day (* 1994), britische Schauspielerin
- Walter Day (* 1949), US-amerikanischer Unternehmer
- William Day (Bischof) (1529–1596), englischer Bischof
- William R. Day (1849–1923), US-amerikanischer Diplomat und Jurist

### Z
- Zella Day (* 1995), US-amerikanische Sängerin und Liedtexterin